# The Herd
I The Herd sono stati una pop/pop rock band inglese attiva tra il 1965 ed il 1970, nota per aver lanciato la carriera del cantante-chitarrista Peter Frampton.

## Storia della band
Allontanati dalla etichetta Parlophone per lo scarso livello di successo ottenuto dai loro singoli, riuscirono ad emergere dal buio grazie alla Fontana Records che ne curò il lancio rivalutandone l'immagine come band di culto del movimento “Flower power” degli anni sessanta.
Vengono oggi ricordati per una serie di singoli pubblicati nel biennio 1967-1968 che ottennero successo anche grazie al fatto di essere stati massicciamente trasmessi da molte delle radio pirata imperversanti all'epoca in Inghilterra. I Can Fly e From the Underworld (n. 6 in UK) i loro successi più significativi del 1967; del 1968 sono invece i brani Paradise Lost (n. 15 in UK) e soprattutto I Don't Want Our Loving to Die (n. 5 in UK), in assoluto il loro successo più grande.
Il gruppo si affermò specialmente come band per giovanissimi (Frampton ottenne anche la copertina di Rave, un periodico per teenager che lo incoronò “volto del 1968”) ostentando un look fotogenico e sofisticato.
Tuttavia, ben presto inaspettati cambi di formazione spezzarono in maniera irreversibile la buona alchimia creatasi tra i componenti originali ed il successivo singolo Sunshine Cottage non riscosse il successo preventivato.
Insoddisfatto dei risultati (ma altresì inappagato dal fatto di suonare in una band etichettata solo “per teenager”) Frampton abbandonò il gruppo per formare gli Humble Pie insieme a Steve Marriott.
Privi di Frampton, i The Herd ebbero vita assai breve: i componenti superstiti provarono ad incidere altri brani ma senza grandi soddisfazioni e, già nel 1970, la band non esisteva più.
Negli anni successivi Frampton intraprese una strepitosa carriera solistica. Il tastierista Andy Bown divenne componente degli Status Quo in pianta stabile dal 1976.

## Formazione
- Peter Frampton (nome completo, Peter Kenneth Frampton, 22 aprile 1950, Beckenham, Kent) - (voce, chitarra)
- Andy Bown (nome completo Andrew Steven Bown, 27 marzo 1946, Beckenham) - ( tastiere)
- Gary Taylor (vero nome, Graham Taylor, 28 novembre 1947) — (basso)
- Andrew Steele (nome completo, Andrew Roy Malcom Steele, 2 agosto 1941, Londra- deceduto il 18 aprile 2005, Alaska, USA) — (percussioni)
- Henry Spinetti (nome completo, Henry Anthony George Spinetti, 31 marzo 1951, Cwm, Galles - (batteria)
- Mick Underwood, 1945, Middlesex- (batteria)
- Tony Chapman - (batteria)